# Meteorus elongatus
Meteorus elongatus är en stekelart som beskrevs av Charles Thomas Brues 1933. Meteorus elongatus ingår i släktet Meteorus och familjen bracksteklar. Inga underarter finns listade i Catalogue of Life.